# میدان نفتی چشمه خوش
میدان نفتی چشمه‌خوش از میدان‌های نفتی ایران است، که در منطقه دشت عباس، استان ایلام، در فاصله ۵۲ کیلومتری از جنوب شهرستان دهلران و ۷۰ کیلومتری غرب شهرستان اندیمشک مستقر می‌باشد. میدان نفتی چشمه خوش در سال ۱۳۴۳ کشف شد و بهره‌برداری از آن، در سال ۱۳۵۴ آغاز گردید.
ظرفیت تولید نفت خام میدان چشمه‌خوش، بطور متوسط معادل ۱۸ هزار بشکه در روز می‌باشد، همچنین روزانه معادل ۱۱۵ میلیون فوت مکعب گاز طبیعی از این میدان استخراج می‌شود. نفت تولیدی این میدان پس از فرآورش در واحد بهره‌برداری چشمه‌خوش، توسط خط لوله‌ای به طول ۱۵۳ کیلومتر، به مجتمع بهره‌برداری اهواز۳ انتقال می‌یابد و در نهایت به منظور تأمین خوراک پالایشگاه‌ها یا صادرات، از طریق پایانه نفتی، به جزیره خارگ ارسال می‌شود. میدان نفتی چشمه خوش، از میادین تحت مدیریت شرکت نفت مناطق مرکزی ایران به‌شمار می‌آید.